# Mary Albertson
|  | No s'ha de confondre amb Maria Mitchell. |

Mary Albertson   (21 de juny de 1838 - Nantucket, 1914) (nascuda Mary Ann Mitchell), va ser una botànica i astrònoma estatunidenca.
De 1904 a 1914, va comissariar el memorial Maria Mitchell situat a l'illa de Nantucket, Massachusetts. El seu treball allà va cobrir tant el naixent departament de botànica com l'observatori astronòmic. Al departament de botànica, va tenir cura d'un herbari de plantes de Nantucket, en record de l'amor per les flors de la seva cosina Maria Mitchell. Va morir el 1914 a l'illa de Nantucket.
La filla de la senyora Albertson, Alice Owen Albertson, va ser l'autora del llibre  Nantucket Wildflowers (en anglès).  G. P. Putnam's sons, 1921.